# ایلکس کرناتا
ایلکس کرناتا (نام علمی: 'Ilex crenata') یا راج ژاپنی نام یکی از گونه‌های سردهٔ خاس (راج) است. این درخت بومی چین، ژاپن، کره، تایوان و ساخالین است.
یک درختچهٔ همیشه سبز یا درخت کوچک با ارتفاع ۵–۳ متر (به‌طور نادر ۱۰ متر) است. قطر تنهٔ درخت در حدود ۲۰ سانتیمتر است. برگ‌ها براق و به رنگ سبز تیره هستند. برگ آن کوچک بطول ۳–۱ سانتیمتر و با پهنای ۱۷–۱۰ میلیمتر با حاشیهٔ دندانه دار و گاهی خاردار است. گل آن چهار قسمت دارد و به رنگ سفید است. میوهٔ آن دروپ (به میوه‌ای گفته می‌شود که یک پوستهٔ نازک، میانه‌ای گوشتی و یک هستهٔ سخت دارد که نگهدارندهٔ دانهٔ آن است) به قطر ۵ میلیمتر و به رنگ سیاه و حاوی چهار بذر است. این گیاه در محیط اسیدی با پی‌اچ بین ۳٫۸ تا ۶ به‌خوبی رشد می‌کند.